# Métrika
Metrika, nombre artístico de Thais Amores García (Castellón, 23 de noviembre de 2003), es una compositora española, reconocida por sus temas cargados de una fuerte sexualidad, empoderamiento femenino y crecimiento propio, vinculado a situaciones de duelo o desamor.

## Primeros años y carrera
Hija de un padre disc jockey, Metrika se interesó por la música desde una temprana edad, especialmente en el trap a partir de los 13 años, descubriendo después el autotune. A esa misma edad decidió empezar a combatir en batallas de rap, pero decidió que no era lo suyo debido a la ansiedad. Así mismo afirmó que la escena del rap en España era profundamente tóxica y misógina, y que todos los espacios de poder estaban copados por hombres.
Al poco tiempo empezó a grabar sus propios temas de forma casera, y a los 15 años compró su primer estudio, con el que siguió experimentando y grabando sus canciones. En 2020 lanzó su primer single como cantante "X Money" y a fecha de 2021 había actuado ya en Castellón y Burriana, y en noviembre de ese mismo año lanzó «Tra Tra», la que sería la primera canción que sacaría con el productor D.Basto con el que comenzó a grabar y componer. Entre 2022 y 2023 lanzó sus primeros trabajos discográficos:«Fiat Vountas Tua», "La Minimixxxtape De Las Zorras y Ceremonia" con canciones como "Pabajo", "La Zorra De Tu Novia", "Toy Boy", "Folklórica" y "Llorando Rímmel". 
El 23 de junio de 2023 lanzó su cuarto EP "Femme Fatale" que supuso sus mayores éxitos hasta el momento como "Ya T Has Corrido?", "Su Alma" o "Driving Brusco Remix", este último en colaboración con la artista l0rna, en ese mismo mes participó en la canción "Queens League" en colaboración con otras artistas urbanas del panorama español como Kristina o Daniela Garsal. El 11 de abril de 2024 lanzó su primer álbum, «Madre Fundadora», con canciones como "Hello Diky", "All Dikys Eyez On Me" "Barbietúricos", "Ave María Putísima", "Semen Up", en colaboración del artista Glory Six Vain y "El Infierno", en colaboración con la rapera Nieto666". Ese mismo año empezaría la gira "Madre Fundadora Tour" que terminó en Barcelona el 6 de febrero del año siguiente. En octubre de 2024 lanzó su quinto EP "El Grimorio" que supondría una continuación de "Madre Fundadora" con temas como "Susi-Ah", en colaboración con el también rapero de Castellón Tito ACK, o "Dabelremix", en colaboración nuevamente con l0rna, mientras que en 2025 anunció que sacará nuevo álbum, del cual además empezó a publicar canciones como "Totaína" en colaboración con las artistas urbanas Euskoprincess y Main Costa y "Fumo Escarcha" con Serchito trambótico y el productor Dona1re.  
En mayo de 2025 sacó el EP "Neófita", con el que terminaba la "Metriología", conformada por "Madre Fundadora", "El Grimorio" y este último EP, que contaba con los adelantos "Diva Del Infierno" y "Toto De Loca". Neófita fue presentado al público en un show privado en la Sala Clamores de Madrid, además en 2025 se estará presentando en festivales como el Arenal Sound, el Madrid Salvaje o el Grimey x Palestina, compartiendo cartel con artistas como Bad Gyal, Rels B o Luna Ki. 
La artista ha sido a menudo criticada por tratar temas como las autolesiones, los trastornos mentales, las relaciones tóxicas o  la excesiva sexualización, además de sus referencias a la bisexualidad en muchas de sus canciones.

## Vida personal
Metrika es abiertamente bisexual. Pese a que durante su infancia fue educada en el cristianismo actualmente es satanista, algo que en muchas ocasiones la ha llevado a ser víctima de la crítica social.

## Giras
- Madre Fundadora Tour (2024-2025)
- Neófita Tour (2025-2026)